# Crawford County, Iowa
Crawford County är ett administrativt område i delstaten Iowa, USA, med 17 096 invånare. Den administrativa huvudorten (county seat) är Denison.

## Geografi
Enligt United States Census Bureau har countyt en total area på 1 837 km². 1 850 km² av den arean är land och 2 km² är vatten.

### Angränsande countyn
- Ida County - nord
- Sac County - nordost
- Carroll County - öst
- Shelby County - syd
- Harrison County - sydväst
- Monona County - väst